# 阿尔瓦罗·纳契诺维奇
阿尔瓦罗·纳契诺维奇（1966年3月22日—），克罗地亚男子手球运动员。他曾代表南斯拉夫、克罗地亚参加1988年和1996年夏季奥林匹克运动会手球比赛，获得一枚金牌和一枚铜牌。